# Сандона
Сандона (исп. Sandoná) — город и муниципалитет на юго-западе Колумбии, на территории департамента Нариньо. Входит в состав Западной провинции.

## История
Поселение, из которого позднее вырос город, было основано в 1866 году. Муниципалитет Сандона был выделен в отдельную административную единицу в 1874 году.

## Географическое положение

Муниципалитет Сандона

Город расположен в восточной части департамента, в горной местности Центральной Кордильеры, к северо-западу от вулкана Галерас, на расстоянии приблизительно 19 километров к северо-западу от города Пасто, административного центра департамента. Абсолютная высота — 1817 метров над уровнем моря.
Муниципалитет Сандона граничит на севере с территорией муниципалитета Эль-Тамбо, на северо-востоке и востоке — с муниципалитетом Ла-Флорида, на юге — с муниципалитетом Консака, на юго-западе — с муниципалитетом Анкуя, на северо-западе — с муниципалитетом Линарес. Площадь муниципалитета составляет 101 км².

## Население
По данным Национального административного департамента статистики Колумбии, совокупная численность населения города и муниципалитета в 2015 году составляла 25 685 человек.
Динамика численности населения муниципалитета по годам:
| 2005   | 2006   | 2007   | 2008   | 2009   | 2010   | 2011   | 2012   | 2013   | 2014   | 2015   |
| ------ | ------ | ------ | ------ | ------ | ------ | ------ | ------ | ------ | ------ | ------ |
| 25 220 | 25 285 | 25 345 | 25 402 | 25 454 | 25 503 | 25 547 | 25 588 | 25 624 | 25 656 | 25 685 |

Согласно данным переписи 2005 года мужчины составляли 51,6 % от населения Сандоны, женщины — соответственно 48,4 %. В расовом отношении белые и метисы составляли 99,8 % от населения города; негры, мулаты и райсальцы — 0,2 %.
Уровень грамотности среди всего населения составлял 85,9 %.

## Экономика
64 % от общего числа городских и муниципальных предприятий составляют предприятия торговой сферы, 23,8 % — предприятия сферы обслуживания, 11,3 % — промышленные предприятия, 0,9 % — предприятия иных отраслей экономики.

## Транспорт
Через город проходит национальное шоссе № 25 (исп. Ruta Nacional 25).